# Parc national Mbaéré-Bodingué
Le parc national Mbaéré-Bodingué (PNMB) est un parc national de la République centrafricaine situé au sud-ouest du pays dans la zone de forêts tropicales humides du domaine guinéo-congolais de la forêt du bassin du Congo. Il couvre une superficie de 960 km2 et se caractérise par sa richesse sociale et culturelle constituée d’une mosaïque d’ethnies de langue différentes et d'une remarquable biodiversité floristique et faunistique.

## Géographie

### Zone tampon
Le parc est intégré dans le complexe d’aires protégées de la forêt de Ngotto ou cohabitent plusieurs concessions forestières, minières et de chasse, ainsi que de nombreux villages.qui agit comme zone tampon d’une superficie de 7 144 km2.

### Zone humide
Les rivières Mbaéré et Bodingué sont classées en site de zones humides d’importance internationale, selon la convention de Ramsar.

## Flore et faune

### Forêts
La présence contiguë d'une vaste forêt inondable et d'une forêt de terre ferme établie sur sol sec, confère au site du parc un intérêt scientifique remarquable. Elle se situe en zone de forêt dense humide semi-caducifoliée.

### Faune
La Faune du parc est constituée de plusieurs espèces remarquables comme l’hippopotame, une sous-espèce de singe moustac endémique et des espèces protégées telles que le crocodile nain d’Afrique, le chimpanzé, le gorille de plaine, le chat doré, la panthère, le pangolin commun, le pangolin géant, l’éléphant de forêt, le bongo, le colobe bai de Pennant. La diversité des oiseaux y est aussi très élevée, dont certains sont protégés comme la bouscarle géante, le perroquet Jaco (perroquet gris).